# Albert Glatigny
Pour les articles homonymes, voir Glatigny.
Joseph-Albert-Alexandre Glatigny, dit « Albert Glatigny », né à Lillebonne le 21 mai 1839 et mort à Sèvres le 16 avril 1873, est un poète, écrivain, comédien et dramaturge français. En 1917, il a reçu, à titre posthume, le prix de littérature de l’Académie française pour l’ensemble de son œuvre.
Arthur Rimbaud l'avait probablement lu et parodié.[réf. nécessaire]

## Biographie

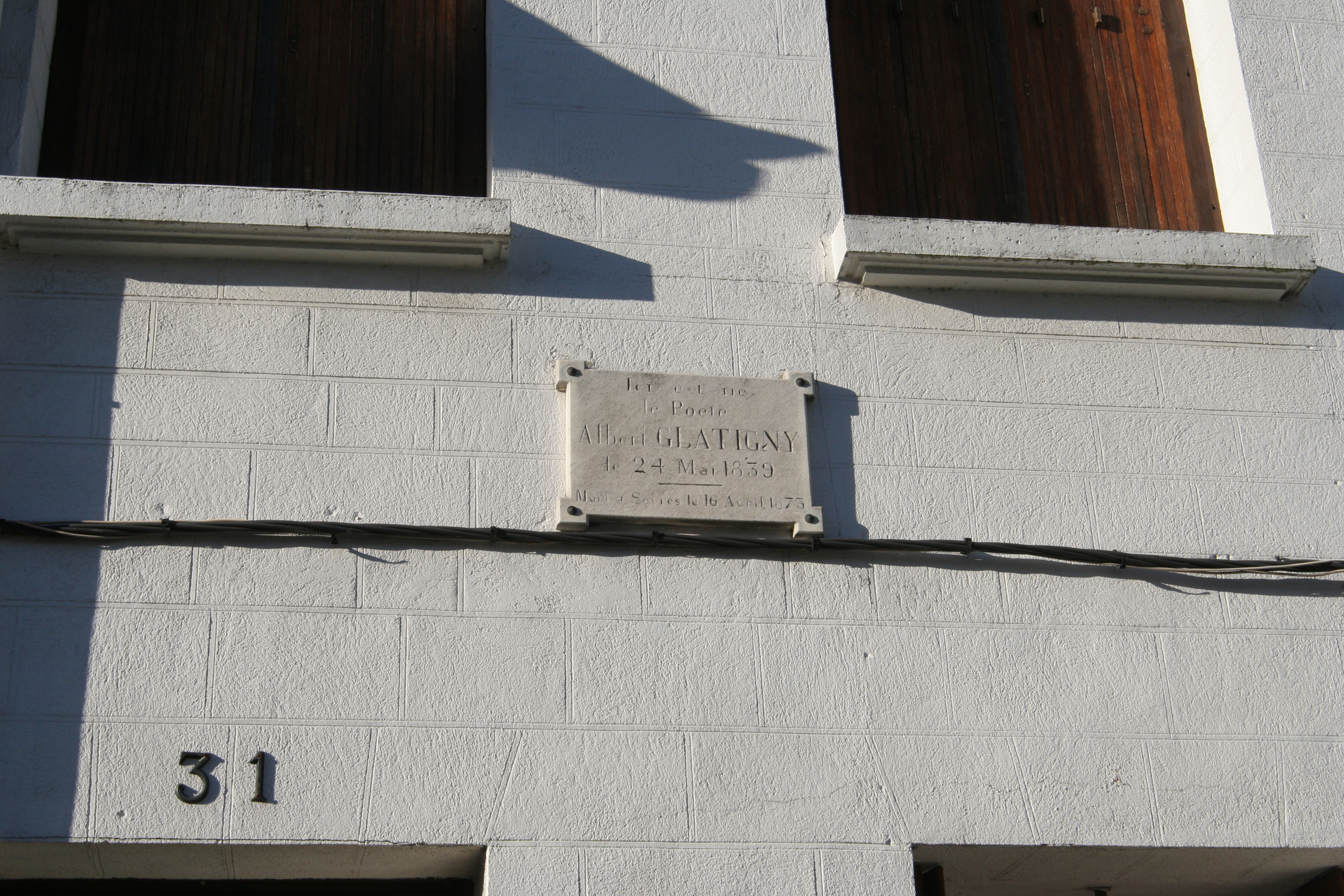
Maison natale à Lillebonne.

Fils d’un ouvrier charpentier nommé gendarme à Bernay en 1844, Glatigny y est placé comme boursier au collège de la ville. Il en sort pour entrer dans une étude d’huissier, puis comme expéditionnaire au greffe du tribunal de commerce. Il s’en échappe presque aussitôt pour gagner Pont-Audemer, où il trouve une place d’apprenti typographe.
Il compose en quatre jours son premier drame en trois actes et en vers, les Bourgeois de Pont-Audemer au dix-septième siècle pour le théâtre de la ville. Engagé à dix-sept ans dans une troupe de comédiens qui passent par Pont-Audemer, il se met à courir la province avec eux, composant dans une cour d’hôtel de Falaise un nouveau drame en vers sur Guillaume le Conquérant.
Il visite Nevers, Épinal, Belfort, Paris, Bruxelles, avant de finir par rencontrer, à Alençon, l’éditeur de Baudelaire, Poulet-Malassis, qui lui fait connaître les Odes funambulesques de Théodore de Banville. C’est une révélation. Quelques mois plus tard, il publie les Vignes folles (1860), où l’influence de ce maître est particulièrement sensible.
Glatigny n’a cependant pas renoncé à sa vie errante et il court, seul ou avec sa troupe, les principales villes de province : Nancy, où il écrit, pour l’ouverture du théâtre, un prologue en un acte, en vers, l’Ombre de Callot (1863), Vichy, où il donne au Casino Vers les saules, comédie en un acte, en vers (1864), Bayonne, qui lui inspire successivement un grand drame en trois actes, Pès de Puyanne, et une saynète délicate, le Bois (1868).
Entretemps, Glatigny, qui fait de courtes apparitions dans la capitale, s’y lie avec Catulle Mendès, qui vient de fonder la Revue fantaisiste. En 1864, il publie un nouveau recueil de vers, les Flèches d’or. Il revient ensuite au théâtre avec un Prologue pour l’ouverture des Délassements comiques (1867), Le Compliment à Molière (1872), le Singe (1872), l’Illustre Brisacier (1873). Un troisième et dernier recueil de vers, Gilles et Pasquins, paraît de lui en 1872. Ce recueil, joint aux précédents, devait servir à former l’édition complète de ses poésies.
Le 11 février 1871, il épouse à Beaumesnil Emma Dennie (1846-1874).
En 1871, le Journal Officiel de la Commune, édition du soir, 21 avril, publie « Le fer rouge – Aux paysans de l’Eure », un texte où il s'en prenait vivement à l'acceptation par les paysans de la domination cléricale.
Après avoir séjourné plusieurs mois à Bayonne, Glatigny retourne en Île-de-France au début de l'année 1873 et meurt en son domicile, 11 avenue de Bellevue, à Sèvres, emporté à l'âge de 33 ans par une maladie de poitrine dont il a peut-être contracté le germe en Corse où, en janvier 1869, un gendarme qui le prenait pour l’assassin Charles Jud, l’avait enfermé pendant plusieurs jours dans une sorte de cachot, à Bocognano.
Il est inhumé au cimetière de Sèvres. La plupart des amis du défunt étaient présent : Camille Pelletan, Léon Cladel, Pierre Berton, Paul Meurice, Auguste Vacquerie, Leconte de Lisle, Émile Blémont, Ernest d'Hervilly, Philippe Burty, Étienne Carjat, Léon Dierx, Albert Mérat, Léon Valade, Champfleury, Félix Bracquemond, Georges Lafenestre, Edmond Lepelletier, Francis Enne, Alphonse Lemerre...
Jacques Chabannes écrit en 1948 : « Je n'ai pas retrouvé la tombe d'Albert Glatigny. Le vieux cimetière de Sèvres a été désaffecté en 1880 et la municipalité réactionnaire, qui avait exigé que le cortège funèbre allât au plus court vers la tombe, dut verser à la fosse commune les restes du poète ».
Plusieurs rues en Normandie portent son nom, notamment à Lillebonne et à Rouen.

## Publications

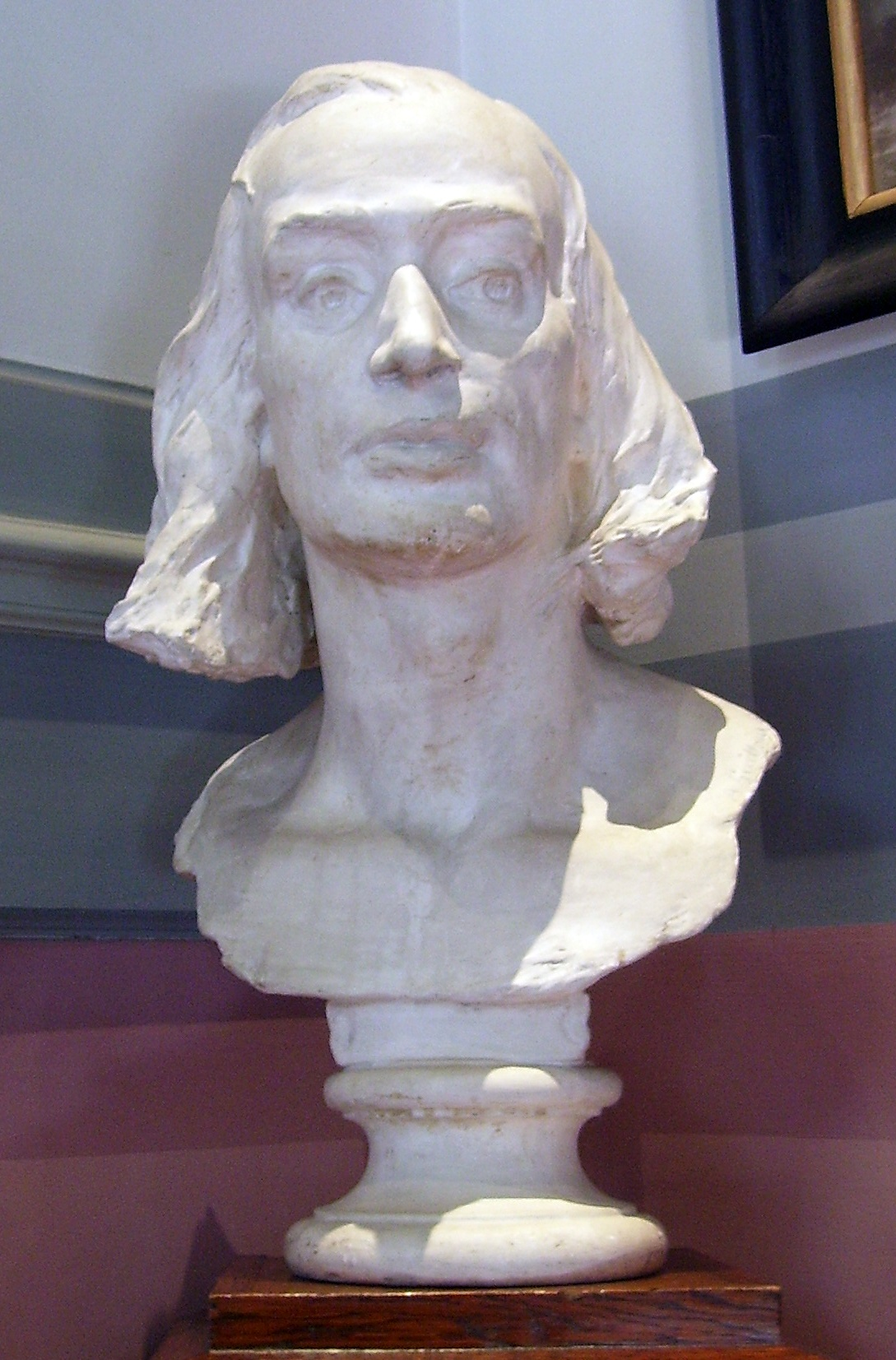
Buste d'Albert Glatigny par Alphonse Guilloux (1889), plâtre, musée des Beaux-Arts de Bernay.

- Les Vignes folles, poésies (1860) Texte en ligne
- Prologue d'ouverture, dit le 5 octobre 1863 par Mlle Jeanne Favre, théâtre de Lunéville, représentations de la troupe du théâtre de Nancy, Nancy, 1863, Texte sur Gallica
- Les Flèches d’or, poésies (1864) Texte en ligne
- Joyeusetés galantes et autres du vidame Bonaventure de La Braguette (1866)
- Les Bons contes du Sire de la Glote
- La Sultane Rozréa
- Le Jour de l’an d’un vagabond (1869) Texte en ligne

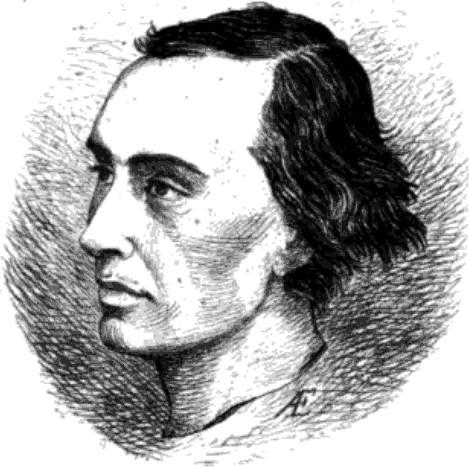
Portrait à l’eau-forte de Glatigny dessiné et gravé par A. Esnault.

- Le Fer rouge, nouveaux châtiments (1870) Texte en ligne de la 4e éd., 1871
- Gilles et pasquins (1872) Texte en ligne
- Œuvres d’Albert Glatigny. Poésies complètes. Les Vignes folles. Les Flèches d’or. Gilles et Pasquins, notice par Anatole France (1879) Texte en ligne
- Lettres d’Albert Glatigny à Théodore de Banville, préface par Guy Chastel (1923)
- Lettres inédites de Albert Glatigny, publiées par Victor Sanson (1932)
- Pages retrouvées. Les Héritiers de Scarron, roman comique du XIXe siècle (1940)

Théâtre
- L’Ombre de Callot, prologue en vers en 1 acte, Nancy, Théâtre, 26 septembre 1863
- Scapin maquereau, drame en deux actes (1863) [ou 1864?], dans Le théâtre érotique de la rue de la Santé : son histoire, Batignolles [Bruxelles] : Poulet-Malassis, 1864-1866, 219 p.
- Vers les saules, comédie, Vichy, Casino, 25 juin 1864 Texte en ligne
- Prologue, Paris, Théâtre des Délassements-Comiques, 4 mai 1867 Texte en ligne
- Le Bois, comédie en 1 acte, Bayonne, Théâtre, 1er janvier 1868
- Pès de Puyane, maire de Bayonne, drame en 3 actes, Bayonne, Théâtre, 2 mai 1868
- Le Compliment à Molière, à-propos en 1 acte, Paris, Théâtre de l'Odéon, 15 janvier 1872 Texte en ligne
- Les Folies-Marigny. Prologue, Paris, Alphonse Lemerre, 1872. Représentation : Les Folies-Marigny, 8 mars 1872. Texte sur bmlisieux
- Le Singe, comédie en 1 acte (1872)
- L’Illustre Brizacier, drame en 1 acte (1873)
- Erreur n’est pas compte, proverbe en un acte (1925)

## Pour approfondir